# Efectul Bergeron
Efectul Bergeron se referă la transferul continuu al vaporilor de apă din picăturile super-răcite către cristalele de gheață. Acest fenomen se datorează diferenței de niveluri de umiditate în jurul apei supra-răcite și a gheții; această rată este mai mare în picături decât în cristalele de gheață. Acest proces a fost descris de meteorologul suedez Tor Bergeron⁠(d) în 1935, care a explicat astfel creșterea cristalelor de gheață în nori la temperaturi mai mici de 0°C. La aceste temperaturi, presiunea de suprafață a cristalelor de gheață este mai mică decât cea a apei lichide, determinând creșterea fulgilor de zăpadă în detrimentul picăturilor de apă.
Greutatea cristalelor de gheață crește până când acestea cad.